# Docear
Docear ist ein freies Literaturverwaltungsprogramm zum Suchen, Verwalten und Erstellen wissenschaftlicher Literatur. Docear wird unter der GNU General Public License veröffentlicht. Die Anwendung ist in Java programmiert und wird sowohl für Microsoft Windows, Linux als auch macOS angeboten.

## Besonderheiten
Die Entwickler betonen auf ihrer Website drei Besonderheiten von Docear.
- Docear hat ein "Single-Section" User Interface. Dieses soll das Sortieren von PDF-Dateien und Notizen in Kategorien effektiver ermöglichen als mit klassischen User Interfaces, die aus drei Teilen bestehen (eins für die Kategorien, eins für die Dokumentenliste, und eins für die Notizen). Die Entwickler verweisen darauf, dass es mit ihrem Konzept möglich sei, einzelne Notizen in beliebige Kategorien zu sortieren, während bei anderen Programmen üblicherweise nur ganze Dokumente (samt Notizen) sortiert werden könnten. Auch könnten Notizen eines PDFs in separate Kategorien sortiert werden. Notizen werden nicht direkt mit Docear erstellt, sondern mit einem beliebigen PDF Reader wie Adobe Reader oder PDF-XChange Viewer. Die jeweiligen Notizen werden dann mit Docear importiert und synchronisiert.
- Mind-Maps. Docear ermöglicht es, wissenschaftliche Arbeiten zu entwerfen. Die vorhandenen PDFs und Notizen können in Docear direkt in die Entwürfe hinein kopiert werden. So fällt das Verweisen auf Quellen leichter, als wenn eine externe Software genutzt wird. Ein Export des Entwurfs zu Microsoft Word oder OpenOffice ist möglich. Zumindest für Microsoft Word existiert ein Add-on, Docear4Word, welches das automatische Erstellen und Formatieren von Referenzen und nahezu beliebigen Zitierstilen ermöglicht (APA, Harvard, ACM, ...).
- Docear bietet einen Empfehlungsdienst für wissenschaftliche Literatur. Dieser empfiehlt kostenlos herunterladbare wissenschaftliche Arbeiten aus Docears Digitaler Bibliothek mit 2 Millionen Artikeln.[5]

## Funktionen
- Konzept zur Organisation von Literatur und Notizen
  - Single-section user-interface
  - Fokus auf Notizen statt auf Dokumenten
- Möglichkeit eigene Literatur zu verfassen mittels...
  - Mind mapping
  - Import von Notizen in PDF-Dateien
  - Referenzmanager
  - Dateimanager
  - Akademische Suchmaschine (geplant)
  - Add-on für Microsoft Word (Docear4Word)
- Empfehlungsdienst für wissenschaftliche Dokumente
- Automatische Erstellung von Referenzen für PDF-Dateien
- "Monitoring" Funktion zum automatischen Importieren neuer PDFs
- plattformunabhängig
- Open Source (GPL2)
- Verwendung freier Datenformate (PDF, XML, und BibTeX)
- Kostenlose Nutzung
- Kostenloser Support
- Kein Zwang zur Registrierung
- Online Backup (optional)
- Online Viewer (Prototyp)
- Mobile Version (geplant)
- Echtzeit-Kollaboration (geplant)
- Synchronisation zwischen verschiedenen Geräten (geplant)

## Geschichte
Docear ging aus dem Programm SciPlore MindMapping hervor. SciPlore MindMapping wurde zwischen 2009 und 2011 von Jöran Beel und Bela Gipp im Rahmen ihrer Promotionsarbeiten entwickelt. Seit 2011 sind auch Stefan Langer und Marcel Genzmehr im Team und SciPlore MindMapping wurde in Docear umbenannt. Das Grundkonzept der beiden Tools ist gleich. Jedoch basiert(e) SciPlore MindMapping auf der MindMapping Software FreeMind, während Docear auf Freeplane basiert. Außerdem ist die Referenzmanagementsoftware JabRef direkt in Docear integriert. Neben den genannten Personen gibt es einige weitere Beteiligte und Docear wird von der Otto-von-Guericke Universität, der Universität Konstanz sowie der University of California, Berkeley unterstützt.